# Vogel-Lippfische
Die Vogel-Lippfische (Gomphosus), auch Schnabel-Lippfische oder einfach Vogelfische genannt, fallen durch ihre lang ausgezogenen Schnauzen auf. Das ermöglicht ihnen zwischen den Ästen von Korallenstöcken ihre Nahrung zu erbeuten. Sie ernähren sich von hartschaligen Wirbellosen, wie Krebsen, Weichtieren und Stachelhäutern. Die lange Schnauze wächst erst ab einer Länge von zehn Zentimeter. Die Weibchen haben eine hellere Färbung. Vogel-Lippfische werden 30 Zentimeter lang.
Flossenformel: Dorsale VIII/13, Anale III/11

## Systematik
Es gibt 3 Arten bzw. Unterarten:
- Der Blaue Vogel-Lippfisch (Gomphosus caeruleus caeruleus) lebt im westlichen Indischen Ozean.
- Gomphosus caeruleus klunzingeri lebt nur im Roten Meer
- Der Grüne Vogel-Lippfisch (Gomphosus varius) lebt im östlichen Indischen Ozean und im Pazifik bis Hawaii.

Aus phylogenetischer Sicht gehören die Vogel-Lippfische zur Gattung Thalassoma. Thalassoma lässt sich in acht deutlich abgegrenzte Kladen unterteilen, in denen Arten aus bestimmten Meeresregionen wie Indopazifik, westlichem oder östlichem Atlantik zusammengefasst werden. Gomphosus steht als Schwestergruppe einer indopazifischen Klade innerhalb von Thalassoma. Die beiden Gattungen sind sich morphologisch so ähnlich, dass die Jungfische von Gomphosus varius 1959 als "Thalassoma stuckiae" beschrieben wurden. Die für Gomphosus charakteristische schnabelförmig verlängerte Schnauze entwickelt sich erst beim adulten Fisch.